# حيرام ووكر
حيرام ووكر (بالإنجليزية: Hiram Walker)‏ هو شخصية أعمال أمريكي، ولد في 4 يوليو 1816 في إيست دوغلاس في الولايات المتحدة، وتوفي في 12 يناير 1899 في ديترويت في الولايات المتحدة.